# Teatro dei Rustici
Il Teatro dei Rustici di Monteleone d'Orvieto è in origine un palazzo signorile, trasformato in un teatro con una sala a ferro di cavallo con due ordini di palchi come in un teatro all'italiana. È uno dei più piccoli teatri al mondo.  Prende il nome dall'Accademia Filodrammatica dei Rustici, di cui era sede.

## Storia ed architettura

### La disquisizione sulla grandezza
Sulla grandezza del Teatro dei Rustici si è aperta una amichevole disquisizione con il Teatro della Concordia di Monte Castello di Vibio. Vi sono stati reciproci sopralluoghi da parte degli amministratori dei due comuni ed infine si è convenuto che il teatro più piccolo fra i due fosse il teatro dei Rustici. Ma il Comune di Monte Castello di Vibio e la Società del Teatro della Concordia ritengono - in maniera unilaterale - che solo quello di Monte Castello di Vibio è la fedele riproduzione del teatro all'italiana e fra gli amministratori su tale aspetto non vi è identità di vedute.
Il pomo della discordia risiede nel fatto che da un lato si sostiene che storicamente il Teatro della Concordia nasce come progetto di struttura teatrale, a differenza del Teatro dei Rustici che originariamente non è un teatro, ma un palazzo signorile, sede del Podestà o del Vicario, mentre dall'altro lato si prende atto che la struttura teatrale, ricavata dal palazzo signorile, ormai risale al 1732 ed in quasi 300 anni tutte le modifiche sono state fatte per renderlo un teatro in piccolo a tutti gli effetti; anzi il fatto che i palchetti siano in muratura e non in legno (come è per il caso di Montecastello di Vibio) rende il teatro di Monteleone d'Orvieto più vicino alla struttura di un normale teatro rispetto a quello Montecastellese (oltre ad essere realmente più piccolo).

### La storia
In un'epigrafe scritta da Pietro Bilancini, poeta monteleonese, che si trova nel ridotto del teatro, viene detto che il palazzo è un antico granaio. In realtà, nel palazzo si trova un granaio ed, addirittura, un frantoio dell'olio a piano terra, che non hanno la funzione principale.
Dai documenti si rileva che nel 1732 un gruppo di giovani chiede ai Priori della Comunità di poter avere la disponibilità dei locali per poter svolgere attività teatrali, in particolare per mettere in piedi commedie nel periodo carnevalesco. Da lì nasce l'idea del teatro, ancor oggi vivo e vegeto, e successivamente anche dell'Accademia Filodrammatica dei Rustici.
Sergio Giovannini, nel suo libro Il teatro dei Rustici, ricorda, citando il Libro dei Consigli della Magnifica Comunità di Monte Leone, che:
Il permesso viene concesso all'unanimità.
Vi sono con lo Stato Pontificio dei problemi che - come scrive Bilancini - impongono la "…distruzione da sospettoso governo decretata…". In effetti si teme il teatro quale possibile veicolo di idee che la rivoluzione francese sta imponendo all'attenzione del mondo. Ma in qualche modo gli amministratori comunali dell'epoca riescono a salvare il bel teatro.
Durante il 1800 alcune famiglie benestanti costruiscono i palchetti, la proprietà privata dei quali viene mantenuta fino al 1950; nel 1982 inizia l'ultima ristrutturazione, terminata poi nel 1990.
Ad oggi è pienamente fruibile: ha 96 posti autorizzati e, oltre alla stagione teatrale, la comunità monteleonese (e non solo) vi svolge molte altre attività, essendo la struttura anche momento e luogo di incontro e svago.
Recentemente è divenuto anche centro celebrativo di numerosi matrimoni civili (l'85% dei matrimoni totali, il record della provincia di Terni, dati Istat 2006) di coppie sia italiane che straniere.
Nel 1990 la struttura è stata sottoposta a dei lavori di restauro.

### L'epigrafe celebrativa
CHE NELL'ANNO 1732

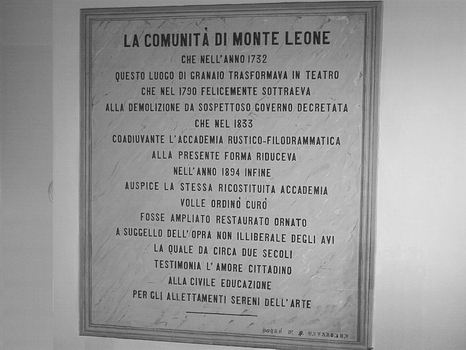
L'epigrafe celebrativa all'interno del teatro dei Rustici scritta da Pietro Bilancini a fine '800

QUESTO LUOGO DI GRANAIO TRASFORMAVA IN TEATRO

CHE NEL 1790 FELICEMENTE SOTTRAEVA

ALLA DEMOLIZIONE DA SOSPETTOSO GOVERNO DECRETATA

CHE NEL 1833

COADIUVANTE L'ACCADEMIA RUSTICO FILODRAMMATICA

ALLA PRESENTE FORMA RIDUCEVA

CHE NELL'ANNO 1894 IN FINE

AUSPICE LA STESSA RICOSTITUITA ACCADEMIA

VOLLE ORDINO' CURO

FOSSE AMPLIATO RESTAURATO ORNATO

A SUGGELLO DELL'OPRA NON ILLIBERALE DEGLI AVI

LA QUALE DA CIRCA DUE SECOLI

TESTIMONIA L'AMORE CITTADINO

ALLA CIVILE EDUCAZIONE

PER GLI ALLETTAMENTI SERENI DELL'ARTE»
(Pietro Bilancini epigrafe di fine '800 presente nell'atrio del teatro dei Rustici)